# Тома Палеолог
Тома Палеолог (грч. Θωμάς Παλαιολόγος) је био последњи морејски деспот (1428—1460). Био је најмлађи син византијског цара Манојла II (1391—1425) из династије Палеолога и његове супруге, српске принцезе, Јелене Драгаш. Власт је делио са својом браћом, а последње године владавине је провео у готово сталном сукобу са братом деспотом Димитријем II (1449—1460). За разлику од њега, који се залагао за сарадњу са Османлијама, деспот Тома је био наклоњен Западу и залагао се за сарадњу са Папом и италијанским државицама. Непосредно пре пада Мореје 1460. године, напустио је државу и са породицом отишао у Рим. Касније (1472. године) ће се његова ћерка деспина Зоја (Софија) удати за московског великог кнеза Ивана III (1462—1505), након чега ће Москва постати Трећи Рим.
Био је деспот Мореје од 1428. до пада деспотовине 1460. године, иако је наставио да полаже право на ту титулу све до своје смрти пет година касније. Био је млађи брат цара Константина XI Палеолога, последњег византијског цара. Тома је постављен за деспота Мореје од свог најстаријег брата, цара Јована VIII Палеолога, 1428. године, придруживши се његовој браћи и другим деспотима Теодору II и Константину, који су већ управљали Морејом. Иако се деспот Теодор II показао невољним да сарађује са својом браћом, деспот Тома и деспот Константин су успешно радили на јачању деспотовине и проширењу њених граница. Године 1432. деспот Тома је вратио преостале територије латинске кнежевине Ахаје, успостављене током Четвртог крсташког рата више од две стотине година раније, у руке Византије оженивши се кнегињом Катарином Закаријом, наследницом кнежевине.
Године 1449. деспот Тома је подржао уздизање свог брата деспота Константина, који је тада постао цар Константин XI, на престо упркос махинацијама његовог другог брата деспота Димитрија, који је и сам желео престо. Након Константиновог успона на престо, деспот Константин је потом доделио деспота Димитрија II да управља Морејом са деспотом Томом, али су два брата  тешко сарађивали, често су се свађали један са другим. Након пада Константинопоља и краја Византијског царства 1453. године, османски султан Мехмед II је дозволио деспоту Томи и деспоту Димитрију да наставе да владају као османски вазали у Мореји. Деспот Тома се надао да ће малу деспотовину претворити у стециште кампање за обнову царства, надајући се да ће добити подршку папства и западне Европе. Стална свађа са деспотом Димитријем II, који је уместо тога подржавао Османлије, на крају је довела до тога да султан Мехмед II нападне и освоји деспотовину Мореју 1460. године.
Деспот Тома и његова породица, укључујући његову жену деспину Катарину и његово троје млађе деце Зоју, Андреја и Манојла, побегли су у изгнанство у град Медон који су држали Венецијанци, а затим на Крф, где су остали деспина Катарина и деца. У нади да ће добити подршку за крсташки рат за обнову својих земаља у Мореји, а можда и самог Византијског царства, деспот Тома је отпутовао у Рим, где га је примио и финансијски обезбедио папа Пије II. Његове наде да ће поново заузети Мореју никада се нису оствариле и он је умро у Риму 12. маја 1465. године. Након његове смрти, његове претензије је наследио његов најстарији син Андреј, који је такође покушао да прикупи подршку за кампању за обнову палих деспотовине Мореје и Византијског царства.

## Порекло и породица
Рођен је у Цариграду, као најмлађи син (од десеторо деце), цара Манојла II и царице Јелене Драгаш (ћерке Константина Драгаша Дејановића), обласног господара који је владао источном Македонијом. По мајчиној линији, он је био чукунунук краља Србије Стефана Уроша III Дечанског Немањића (1322—1331) чија се ћерка удала за севастократора Дејана (родоначелника Дејановића и оца Константина Дејановића Драгаша) и по тој основи је потомак Немањића. Поред деспота Томе, цар Манојло II и царица Јелена имали су још неколико деце.
| Име             | Живео                   | Титула                           | Владао                                                   |
| --------------- | ----------------------- | -------------------------------- | -------------------------------------------------------- |
| Јован (VIII)    | 1392 — 1448.            | византијски цар                  | Византијом (од 1421. као савладар, самостално 1425—1448) |
| Теодор (II)     | (1396—1448)             | морејски деспот                  | Морејом (1407—1443)                                      |
| Константин (XI) | (1405—1453)             | морејски деспот, византијски цар | Морејом (1428—1448) и Византијом (1449—1453)             |
| Андроник        | (1403—1429)             | деспот                           | Солуном (1408—1423)                                      |
| Димитрије       | (1406—1470)             | морејски деспот                  | Морејом (1449—1460)                                      |
| Константин      | (1393/1397 — 1400/1405) |                                  |                                                          |
| Михајло         | (1406/1407 — 1409/1410) |                                  |                                                          |

Деспот Тома се оженио кнегињом Катарином Захаријом, са којом је имао барем четворо деце:
- Андреј, титуларни морејски деспот
- Манојло,
- Јелена, удата за српског деспота Лазара Бранковића (1456—1458)
- Зоја, удатак за московског великог кнеза Ивана III Рјуриковича

## Живот и владавина
Тома је рођен 1409. године у Цариграду и као деветогодишњак је послат у Мореју код старијег брата Теодора II (1407—1443), највероватније да би се припремио за улогу морејског деспота. Заједно са другим братом деспотом Константином (XI) (1449—1453) добија 1428. године на управу део Мореје и учествује у даљој византијској експанзији против кнежевине Ахаје. Две године касније се жени кнегињом Катарином Захаријом, ћерком ахајског кнеза Центурионеа II и до 1432. године овладава целокупним простором некадажње кнежевине, а исте године предаје деспоту Константину Калавриту у замену за Хлумицион. Након споразума између деспота Теодора II и деспота Константина о размени поседа 1443. године, којим се деспот Константин вратио у Мореју, а деспот Теодор II преузео управу над Селимвријом, дошло је до нове организације управе над Морејом, према којој је деспоту Томи припао мањи део са средиштем у Леонтариону.
После смрти његове старије браће, деспота Теодора II (26.06.) и цара Јована VIII (31. октобра) 1448. године, нови византијски цар постаје Константин XI Драгаш, а у Мореју долази преостали брат деспот Димитрије. Нетрпељивост између њега и деспота Томе резултовала је већ 1450. године практичном поделом Морејске деспотовине на два дела. Њихов сукоб је додатно слабио византијску одбрану, тако да су у доба последње османске опсаде Цариграда 1453. године успели само да сузбију њихов упад у Мореју, немоћни да пруже било какву помоћ опсађеном граду који је пао 29.05. 1453. године. У завршним борбама је погинуо њихов старији брат и последњи византијски цар Константин XI Палеолог Драгаш, а Византија је практично престала да постоји. Сукоб између њега и деспота Димитрија II се наставио, а попримио је и политичку димензију, пошто се деспот Тома залагао за сарадњу са Папством и италијанским државицама у циљу опстанка Морејске деспотовине, док је деспот Димитрије II сматрао да од Запада неће добити помоћ и да је боље бити добар вазал османском султану Мехмеду II (1451—1481).
Османлије су 1458. године напале и заузеле северни део Мореје, да би је 1460. године заузеле у целини, чиме је престао да постоји последњи остатак византијске државе на Балканском полуострву. Деспот Тома се пред Османлијама повукао у Монемвасију, одакле је отишао на Крф, у јулу, након чега се упутио код папе Пија II у Рим (1461. године). Папа Пије II (1458—1464) га је прихватио и доделио му издржавање до краја живота. Деспот Тома Палеолог је преминуо у Риму, 12.05. 1465. године.

### Младост и проглашење за деспота
Како се Византијско царство распало и распарчало током XIV века, цареви из династије Палеолога су осетили да је једини сигуран начин да сачувају своје преостале поседе нетакнутим да их дају својим синовима, добијајући титулу деспота, као апанаже за одбрану и управљање. Цар Манојло II Палеолог (1391–1425) имао је укупно шест синова који су преживели детињство. Манојлов најстарији преживели син, Јован, проглашен је за цара - савладара и одређен је да наследи цара Манојла II на престолу након његове смрти. Други син Теодор је проглашен за деспота Мореје, а трећи, Андроник, постављен је за деспота Солуна 1408. године са само осам година. Манојлови млађи синови, Константин, Димитрије и Тома (најмлађи, рођен 1409. године), задржани су у Цариграду јер није било довољно земље да им се додели. Млађа деца; Теодор, Андроник, Константин, Димитрије и Тома су често описивани као Порфирогенит („рођен у пурпуру“; рођен у царској палати за време владавине свог оца), разлику коју изгледа да није делио будући цар Јован VIII. Сложени односи између синова цара Манојла II били су стављени на искушење када је Јован, сада цар Јован VIII, именовао Константина за деспота Мореје 1428. године. Пошто је његов брат деспот Теодор II одбио да се повуче са свог положаја владајућег деспота, деспотовином су по први пут од њеног стварања 1349. године управљала два члана царске породице (такође је један био и деспот Тома, тада је имао 19. година). именован за деспота Мореје, што значи да се номинално неподељена деспотовина ефективно распала на три мање кнежевине.
Деспот Теодор II није уступио поседе ни деспоту Константину ни деспоту Томи у околини престонице Мистре. Уместо тога, деспот Теодор II је дао деспоту Константину земље широм Мореје, укључујући северни лучки град Егио, тврђаве и градове у Лаконији (на југу), и Каламату и Месенију на западу. Деспот Константин је као деспот за своју престоницу одредио град Кларенцу. У међувремену, деспот Тома је добио земље на северу и настанио се у замку Калаврита.

### Деспот под Византијским царством

#### Јачање Мореје
Убрзо након што су постављени за деспоте, Константин и Тома, заједно са деспотом Теодором II, одлучили су да удруже снаге у покушају да заузму цветајућу и стратешку луку Патрас на северозападу Мореје, тада под влашћу њеног католичког надбискупа. Поход, који је био неуспешан, вероватно због Теодоровог оклевања да учествује, био је Томино прво ратно искуство. Деспот Константин је касније самостално заузео Патру, окончавши 225 година страног поседовања.
Ни Томин рани мандат као деспота Мореје није прошао без освајања. Годинама су деспот Тома и деспот Константин заузимали последње остатке Кнежевине Ахаје, крсташке државе основане током Четвртог крсташког рата 1204. године која је некада владала скоро целим полуострвом. Деспот Тома је био тај који је коначно окончао кнежевину Ахају оженивши се кнегињом Катарином Захарија, ћерком и наследницом последњег кнеза Центуриона II Закарије. Центурионеовом смрћу 1432. године, деспот Тома је могао да преузме контролу над свим његовим преосталим територијама. До 1430-их, деспот Тома и деспот Константин су обезбедили да скоро цео Пелопонез поново буде у византијским рукама по први пут од 1204. године, једини изузетак су неколико лучких градова и градова које је држала Република Венеција.
Султан Мурат II, владар Османског царства, које је окупирало већину некадашње територије Византијског царства и избацило царство и деспотовину као ефективно вазалне државе, осећао се нелагодно због недавног низа византијских успеха у Мореји. Године 1431. Турахан бег, турски генерал који је управљао Тесалијом, послао је своје трупе на југ да сруше главно одбрамбено утврђење деспотовине Мореје, зид Хексамилион, у настојању да подсети деспоте да су они султанови вазали.
У марту 1432. године, деспот Константин је, вероватно желећи да буде ближе Мистри, склопио нови територијални споразум, који су вероватно одобрили деспот Теодор II и цар Јован VIII, са деспотом Томом. Деспот Тома је пристао да уступи своју тврђаву Калавриту деспоту Константину, који ју је учинио својом новом престоницом, у замену за Елиду, коју је деспот Тома учинио својом новом престоницом. Иако се чини да су односи између тројице деспота 1432. године били добри, убрзо су се погоршали. Цар Јован VIII није имао синове који би га наследили и стога се претпостављало да ће његов наследник бити један од његова четири преживела брата (деспот Андроник је умро неко време раније). Пожељни наследник цара Јована VIII био је деспот Константин и иако је овај избор прихватио деспот Тома, који је развио добре односе са својим старијим братом, још старији деспот Теодор II је то оспорио. Када је деспот Константин био позван у престоницу 1435. године, деспот Теодор II је веровао да је то да би се деспот Константин прогласио за цара - савладара и изабраног наследника, што заправо није био случај, па је и он отпутовао у Цариград да изнесе своје приговоре. Свађа између деспота Константина и деспота Теодора II није разрешена све до краја 1436. године, када је будући патријарх Григорије III Мамас послат да их помири и спречи грађански рат. Када је деспот Константин био позван да делује као намесник у Цариграду док је цар Јован VIII био на сабору у Фиренци од 1437. до 1440. године, деспот Теодор II и деспот Тома су остали у Мореји. У новембру 1443. године, деспот Константин је препустио контролу над Селимбријом, коју је добио након што је помогао да се избори са побуном њиховог млађег брата деспота Димитрија, деспоту Теодору II, који је заузврат напустио свој положај владајућег деспота Мореје, чиме су деспот Константин и деспот Тома постали једини деспоти Мореје. Иако је ово приближило деспота Теодора II Цариграду, деспот Константин је такође постао владар главног града Мореје и један од најмоћнијих људи у малом царству. Пошто су се деспот Теодор II и деспот Димитрије склонили с пута, деспот Константин и деспот Тома су се надали да ће ојачати деспотовину Мореју, до сада културни центар византијског света, и учинити је сигурном и скоро самодовољном деспотовином. Филозоф Гемист Плетон заговарао је да док је Константинопољ био Нови Рим, Мистра и деспотовина Мореја могу постати „Нова Спарта“, централизовано и снажно хеленско краљевство само по себи.

### Турски напади и долазак на власт цара Константина XI
Међу акцијама које су предузели током пројекта браће за јачање деспотовине била је и реконструкција зида Хексамилиона, који су Турци порушили 1431. године. Заједно су потпуно обновили зид, што је завршено у марту 1444. године. Турци су зид поново срушили 1446. године након што је деспот Константин покушао да прошири своју контролу на север и одбио султанове захтеве да се зид демонтира. Деспот Константин и деспот Тома су били одлучни да држе зид и довели су све своје расположиве снаге, које су износиле можда чак двадесет хиљада људи, да га бране. Упркос томе, битка код зидина 1446. године, била је огромна турска победа, при чему су деспот Константин и деспот Тома једва успели да побегну. Турахан бег је послат на југ да заузме Мистру и опустоши Константинове земље док је султан Мурат II предводио своје снаге на северу Пелопонеза. Иако Турахан није успео да заузме Мистру, то није имало никакве последице пошто султан Мурат II у то време није желео да освоји Мореју, већ само да је опустоши и опљачка, а Турци су убрзо напустили полуострво. Деспот Константин и деспот Тома нису били у позицији да траже примирје и били су приморани да прихвате султана Мурата II као свог господара и да му плате данак, обећавајући да никада више неће обновити Хексамилионски зид.
Њихов дотадашњи савладар деспот Теодор II умире 26. јуна 1448. године, а 31. октобра исте године преминуо је цар Јован VIII. Потенцијални наследници престола били су деспот Константин, деспот Димитрије и деспот Тома. Цар Јован VIII није формално одредио наследника, иако су сви знали да он фаворизује деспота Константина и на крају је превладала воља њихове мајке царице Јелене Драгаш (која је такође преферирала деспота Константина). И деспот Тома, који није имао намеру да преузме престо, и деспот Димитрије, који је то свакако желео, пожурили су у Цариград и стигли у престоницу пре деспота Константина. Иако су многи фаворизовали деспота Димитрија због његовог анти-унионистичког расположења, царица Јелена је задржала право да делује као намесница све док њен најстарији син деспот Константин није стигао, одуговлачивши Димитријев покушај да преузме престо. Деспот Тома је прихватио Константиново именовање и деспот Димитрије, је убрзо потом прихватио проглашење деспота Константина за новог цара. Византијски историчар и лојалиста Палеолога Георгије Сфранцес је тада обавестио султана Мурата II, који је такође прихватио уздизање деспота Константина, сада цара Константина XI. Да би уклонио деспота Димитрија из престонице и њене околине, цар Константин XI је поставио деспота Димитрија за деспота Мореје, да заједно са деспотом Томом влада Морејском деспотовином. Деспоту Димитрију је додељена Мистра и првенствено је владао јужним и источним деловима деспотовине, а деспот Тома је владао Коринтијом и северозападом, на различите начине користећи Патрас или Леонтари као своју престоницу.
Године 1451. султан Мурат II, тада већ стар и уморан и који је напустио све намере да освоји Цариград, умро је и наследио га је на месту султана његов млади и снажни син султан Мехмед II, који је пре свега био одлучан да заузме град. Године 1452, током припремних фаза османске опсаде Константинопоља, цар Константин XI је послао хитну поруку Мореји, тражећи да један од његове браће доведе своје снаге да му помогну у одбрани града. Да би спречио помоћ из Мореје, султан Мехмед II је послао Турахан бега да још једном опустоши полуострво. Турски напад је одбила војска којом је командовао Матеј Асен, Димитријев шурак, али је ова победа дошла прекасно да би пружила било какву помоћ Цариграду.

### Владавина Морејом

#### Османски вазал
Константинопољ је на крају пао 29. маја 1453. године, када је цар Константин XI погинуо у његовој одбрани, чиме је престало да постоји Византијско царство. После пада Константинопоља и смрти цара Константина XI у његовој одбрани, једна од најозбиљнијих претњи новом османском режиму била је могућност да ће један од преживелих рођака цара Константина XI пронаћи следбенике и вратити се да обнови Византијско царство. Срећом по султана Мехмеда II, два деспота у Мореји нису представљала ништа више од сметње и било им је дозвољено да задрже своје титуле и земље. Када су изасланици деспота Томе и деспота Димитрија посетили султана Мехмеда II у Адријанопољу неколико месеци након пада Константинопоља, султан Мехмед II је захтевао да се не предају територије, само да деспоти плаћају годишњи данак од 10.000 дуката. Пошто је Мореји било дозвољено да настави да постоји, многе византијске избеглице су побегле у Морејску деспотовину, што је донекле учинило византијском владом у изгнанству. Неки од ових утицајних избеглица и дворјана чак су покренули идеју да се деспот Димитрије II, старији брат, прогласи за римског цара и легитимног наследника цара Константина XI. И деспот Тома и деспот Димитрије II су можда размишљали да своју малу деспотовину поставе за стециште окупљања кампање за обнову царства, са значајном плодном и богатом територијом под контролом Морејске деспотовине, на тренутак се чинило да постоји могућност да Византијско царство може да живи у Мореји. Међутим, деспот Тома и деспот Димитрије II никада нису били у могућности да сарађују и потрошили су већину својих ресурса борећи се један против другог, а не припремајући се за борбу против Турака. Пошто је деспот Тома већи део свог живота провео у Мореји, а деспот Димитрије II негде другде, два брата једва да су се познавала.
Убрзо након што је Цариград пао, избила је побуна против деспота у Мореји, подстакнута бројним албанским имигрантима у региону који су били незадовољни поступцима локалних грчких земљопоседника. Албанци су поштовали раније деспоте, као што су деспот Константин и деспот Теодор II, али су презирали двојицу садашњих деспота: Димитрија II и Томе и без централне власти из Цариграда, видели су своју прилику да за себе стекну контролу над деспотовином. У Томином делу деспотовине, побуњеници су изабрали да за вођу побуне Јована Асена Закарију, сина последњег кнеза Ахаје, а у Димитријевом делу деспотовине, вођа побуне је био Манојло Кантакузин, унук деспота Димитрија I Кантакузина (који је служио као деспот до 1384, године) и пра-праунук цара Јована VI Кантакузина (1347–1354). Без наде да ће сами поразити Албанце, деспоти: Димитрије II и Тома су тражили помоћ од једине силе довољно близу и довољно јаке да им помогне; Османлије. Султан Мехмед II није желео да деспотовина пређе у руке Албанаца и буде ван његове контроле, и послао је војску да угуши побуну у децембру 1453. године. Побуна је у потпуности угушена тек у октобру 1454. године, када је стигао Турахан бег да помогне деспотима: Димитрију II и Томи да чврсто успоставе своју власт у региону. У замену за помоћ, султан Мехмед II је захтевао већи данак од деспота Томе и деспота Димитрија II, који је износио 12.000 дуката годишње, уместо претходних 10.000.

#### Могућност западне помоћи
Ниједан брат није могао да прикупи суму коју је султан Мехмед II тражио и били су подељени у политици. Док је деспот Димитрије II, вероватно реалистичнији од њих двојице, мање-више одустао од наде у помоћ хришћана са запада и сматрао да би можда било најбоље да умири Турке, деспот Тома је задржао наду да би папство могло да позове на крсташки рат како би обновили Византијско царство. Томине наде нису биле безначајне; пад Цариграда је у западној Европи дочекан са толико ужаса као и на неколико преосталих византијских територија на истоку. Септембра 1453. године, папа Никола V издао је крсташку булу  Etsi ecclesia Christi, којом је позвао хришћане широм запада да узму крст и крену у крсташки рат да поврате Константинопољ. Хришћани са запада су са одушевљењем прихватили папин позив; неки од најмоћнијих и најутицајнијих владара Европе су се јавили да узму крст, укључујући војводу Филипа III Доброг од Бургундије у фебруару 1454. године и краља Алфонса V Великодушног од Арагона и Напуља у новембру 1455. године. Краљ Алфонсо V је обећао да ће лично предводити војску од 50.000 људи и 400 бродова против Османлија. У Франкфурту је цар Светог римског царства Фридрих III окупио савет немачких кнежева и предложио да се 40.000 људи пошаље у Угарску, где су Османлије претрпеле тежак пораз код Београда 1456. године. Да су комбиноване снаге Угарске, Арагона, Бургундије и Светог Римског Царства кренуле да искористе победу код Београда, османска контрола над Балканом би била озбиљно угрожена.
Упркос томе што су Османлије помогле двојици деспота у сузбијању албанског устанка, могућност западне помоћи за обнову византијске територије показала се превише примамљивом да би јој се одупрли. Године 1456. деспот Тома је послао Јована Аргиропулоса као изасланика на Запад да разговара о могућности помоћи за Мореју. Аргиропол је био пажљиво промишљен избор јер је био ватрени присталица Фирентинског сабора, што је значило да га је наследник папе Николе V, папа Каликст III, добро примио у Риму. Из Рима, Аргиропулос је такође кренуо у Милано, Енглеску и Француску, а даљи изасланици су послати у Арагон (због Алфонсове умешаности у планове крсташа) и Венецију (пошто се деспот Тома надао да би могао да обезбеди уточиште на млетачкој територији у случају османског напада на Мореју). Крсташки рат је изгледао тако неизбежан да је чак и одлучно антизападни деспот Димитрије II ублажио свој антилатински став и послао своје изасланике. Аргиропулос је вероватно стигао у Рим отприлике у исто време када и Димитријев изасланик Франкулиос Сервопоулос, а два изасланика су путовала Европом, посећујући исте дворове, независно један од другог. Деспот Тома и деспот Димитрије II су показали да су неспособни да раде заједно чак ни са страном дипломатијом.

#### Морејски грађански рат и пад Мореје
На крају, ниједан крсташки рат никада није кренуо у борбу против Османлија. Због уверења да ће помоћ стићи, а због немогућности плаћања, два деспота три године нису плаћала годишњи данак Османлијама. Без новца који је долазио из Мореје и претње западне помоћи, султан Мехмед II је на крају изгубио стрпљење са Палеолозима. Османска војска је кренула из Адријанопоља у мају 1458. године, и ушла у Мореју, где је једини прави отпор био пружен у Коринту, у оквиру поседа којим је управљао деспот Димитрије II. Оставивши своју артиљерију да бомбардује и опседа тај град, султан Мехмед II је са већином своје војске отишао да опустоши и освоји северне делове деспотовине, под Томином јурисдикцијом. Коринт је коначно одустао у августу, након што се неколико градова на северу већ предало, а султан Мехмед II је наметнуо тешку одмазду Мореји. Територија под два брата је драстично смањена, Коринт, Патрас и већи део северозападног дела полуострва су припојени Османском царству и управа је додељена турским гувернерима, с тим да је Палеолозима било дозвољено да задрже само југ, укључујући номинални главни град Морејске деспотовине, Мистру, под условом да плаћају свој годишњи данак султану.
Скоро чим је Мехмед напустио Мореју, два брата су поново почела да се свађају. Мехмедова победа је само повећала антагонизам између деспота Томе и деспота Димитрија II. Деспот Димитрије II је постао још про-османски расположен након што је султан Мехмед II обећао деспоту Димитрију II да ће оженити његову ћерку деспину Јелену, док се деспот Тома све више надао помоћи Запада јер су региони Мореје које је султан Мехмед II анектирао били готово читава област којом је управљао деспот Тома, укључујући и његову престоницу Патрас. У јануару 1459. године, деспот Тома се побунио против деспота Димитрија II и Османлија, придруживши се великом броју албанских господара. Они су заузели тврђаву Калавриту и велики део земље у централној Мореји и опседали Каламату и Мантинеју, тврђаве које је држао деспот Димитрије II. Деметрије је одговорио тако што је заузео Леонтарија и позвао у помоћ турске гувернере у северној Мореји. Било је много покушаја да се постигне мир између два брата, као што је Мехмед наредио епископу лакедемонског да натера њих двојицу да се закуну да ће чувати мир, али свако примирје је трајало само кратко. Многи византијски племићи у Мореји могли су само са ужасом да гледају како је беснео грађански рат. Џорџ Сфранцес је сумирао сукоб следећим речима:
"Оба брата су се борила један против другог свим својим средствима. Деспот Димитрије је полагао наду у пријатељство и помоћ султана, и тврдио је да су његовим поданицима и поседима нанете неправде, док се деспот Тома ослањао на чињеницу да је његов противник кривоклетник и да он води рат против безбожника."
Иако је деспот Димитрије II имао више војника и ресурса, деспот Тома и Албанци су могли да се обрате Западу за помоћ. После успешног окршаја против Османлија, деспот Тома је послао 16 заробљених турских војника, заједно са неким од својих наоружаних стражара, у Рим да убеди папу Пија II да се упушта у свети рат против муслимана. План је успео и папа Пије II је послао 300 италијанских војника под миланским кондотјером Ђаноне да Кремона да помогну деспоту Томи. Са овим појачањима, деспот Тома је добио предност и изгледало је као да ће деспот Димитрије II бити поражен, пошто се повукао у град Монемвасију и послао Матаја Асена у Адријанопољ да моли султана Мехмеда II за помоћ. Томине молбе западу представљале су стварну претњу Османлијама, претњу која је још већа захваљујући подршци плана гласног кардинала Висариона, византијског избеглице који је годинама раније побегао из царства. Папа Пије II сазвао је сабор 1459. године у Мантови и послао кардинала Висариона и неке друге да проповедају крсташки рат против Османлија широм Европе.
Одлучан да потчини Грчку, султан Мехмед II је одлучио да је уништење Морејске деспотовине и њено потпуно припајање директно његовом царству једино могуће решење. Султан Мехмед II  је још једном окупио своју војску у априлу 1460. године, и повео је лично прво у Коринт, а затим у Мистру. Иако је деспот Димитрије II наводно био на султановој страни, султан Мехмед II је прво упао на Димитријеву територију. Деспот Димитрије II се без борбе предао Османлијама, плашећи се одмазде и већ је послао своју породицу на сигурно у Монемвасију. Мистра је тако пала у руке Османлија 29. маја 1460. године, тачно седам година након пада Константинопоља. Неколико места у Мореји која су се усудила да се одупру султановој војсци била су опустошена по исламском закону, мушкарци су масакрирани, а жене и деца одведени у ропство. Како је велики број грчких избеглица побегао на територије које су држали Венецијанци, као што су Модон и Корон, деспотовина Мореја је полако покорена, а последњи отпор предводио је Константин Граицас Палеолог, рођак деспота Томе и деспота Димитрија II, у Салменикону у јулу 1461. године.

### Живот у изгнанству
Када је деспот Тома први пут чуо за Мехмедову инвазију, у почетку се склонио у Мантинеју да сачека и види како ће се инвазија одвијати. Када је постало јасно да Османлије марширају ка Леонтарију и да ће ускоро стићи у околину Мантинеје, деспот Тома, његова пратња (укључујући и друге грчке племиће, као што је Георгије Сфранцес), његова жена деспина Катарина и његова деца Андреј, Манојло и Зоја побегли су у Медон. Деспот Тома и његови сапутници су побегли на острво Крф на бродовима које је обезбедила Венеција, стигавши тамо 22. јула 1460. године. Иако су деспина Катарина и деца остали на Крфу, острво је било само привремено уточиште за деспота Тому, а локална власт није била вољна да му дозволи да остане предуго у страху од одмазде Османлија. Деспот Тома није био сигуран куда даље, покушао је да отпутује у Дубровачку републику, али је градски сенат одлучно одбио његов долазак. Отприлике у исто време, султан Мехмед II је послао гласнике деспоту Томи да га преклињу да склопи „уговор о пријатељству”, обећавајући му земљу у замену за повратак у Грчку. Несигуран шта да ради, деспот Тома је послао изасланике и султану Мехмеду II и папству (да папи Пију II каже о својој невољи). Посланик послат султану Мехмеду II је затекао султана Мехмеда II у Верији и, упркос султановим речима, одмах је ухапшен и окован заједно са својом пратњом.
Неколико дана касније, изасланик је ослобођен и вратио се деспоту Томи на Крф са поруком; или је деспот Тома требало да дође лично код султана Мехмеда II, или да пошаље неко од своје деце. У светлу овога, деспот Томас је одлучио да нема избора; Запад је био његова једина опција. Дана 16. новембра 1460. године, оставио је жену и децу на Крфу и отпловио за Италију, искрцавши се у Анкони. У марту 1461. деспот Тома је стигао у Рим, где се надао да ће убедити папу Пија II да позове на крсташки рат. Као брат последњег византијског цара, деспот Тома је био владар највишег ранга у егзилу од свих многих хришћана који су побегли са Балкана током османског освајања.
По доласку у Рим, деспот Тома се састао са папом Пијем II, који му је доделио Златну ружу, преноћиште у Оспедале ди Санто Спирито у Сасији и пензију од 300 дуката сваког месеца (укупно 3600 годишње). Осим папске пензије, деспот Тома је добијао и додатних 200 дуката месечно од кардинала и 500 дуката од Млетачке Републике, која га је такође молила да се не враћа на Крф како не би утицао на ионако слабе односе Венеције са Османлијама. Многи Томини следбеници су сматрали да је новац који му је дат једва довољан за издржавање деспота, а свакако ни близу довољно да се издржавају. Папство је признало Тому као законитог деспота Мореје и правог наследника Византијског царства, иако деспот Тома никада није полагао право на царску титулу.
Током боравка у Риму, деспот Тома је, због свог „високог и лепог изгледа“, послужио као модел статуе Светог Павла која до данас стоји испред базилике Светог Петра. 12. априла 1462. године, деспот Тома је дао наводну лобању светог апостола Андреја, драгоцену реликвију која је вековима била у византијским рукама, папи Пију II. Папа Пије II је њен долазак сматрао веома значајним, јер је свети апостол Андреј био брат Светог Петра и веровало се да је основао цркву Новог Рима, Константинопољ, баш као што се веровало да је свети апостол Петар основао цркву старог Рима. Иако је фирентинску унију одбацила маса православних верника, западна црква јој је остала привржена, а долазак деспота Томе, који је био унијат католик, у Италију, који је донео главу Светог апостола Андреја Првозваног и тражио заштиту намесника Светог Петра, подстакао је папу Пија II да приреди један од оних великих симболичких спектакла на којима је поп Рена приредила. Церемонија, која је поздрављена као Андрејев повратак, приказана је на гробу папе Пија II.
Током 1460-их, планови за крсташки рат против Османлија поново су били у току. Папа Пије II је ослобођење Константинопоља учинио једним од примарних циљева свог понтификата, а његов сабор у Мантови 1459. године, обезбедио је обећање војске од укупно 80.000 људи из разних великих сила у Западној Европи. Поморска подршка плановима обезбеђена је 1463. године, када је Венеција званично објавила рат Османлијама као резултат турских упада на њихове територије у Грчкој. У октобру 1463. године, папа Пије II је званично објавио рат Османском царству након што је султан Мехмед II одбио његов предлог да пређе на хришћанство. Док су многи балкански изгнаници на Западу били срећни што су своје животе провели у мраку, деспот Тома се надао да ће на крају вратити контролу над византијском територијом. Због тога, он је чврсто подржавао планове крсташког рата.
Почетком 1462. године, деспот Тома је отишао у Рим да обиђе Италију и прикупи подршку за крсташки рат, носећи са собом папина писма индулгенција. Деспот Тома је са собом донео писма папе Пија II који га је описао као „принца који је рођен у славној и древној породици Палеолога... човека који је сада имигрант, гол, опљачкан свега осим своје лозе“. Попут његовог оца цара Манојла II и његовог брата цара Јована VIII пре њега, деспот Тома је поседовао извесну краљевску харизму и добар изглед, што је осигурало да његови апели нису наишли на глуве уши. Амбасадор Мантове у Риму описао га је као "згодног човека са финим, озбиљним погледом и племенитог и прилично господског држања", а милански амбасадори који су га срели у Венецији писали су да је деспот Тома био "достојанствен колико и сваки човек на Земљи може бити". Од многих дворова које је деспот Тома посетио, озбиљне примедбе на његову жалбу изнела је једино Венеција, где је локални сенат јасно ставио до знања да не желе ништа са њим. Не само да су натерали деспота Тому да напусти град, већ су послали амбасадоре у Рим да захтевају да он не прати експедицију јер би његово присуство „произвело ужасне и неприкладне скандале“. Разлог за гнев Венеције против деспота Томе може бити његово напредовање на млетачким територијама током времена владавине као деспота, или чињеница да је његова свађа са његовим братом деспотом Димитријем II практично осудила Морејску деспотовину на пропаст. Упркос Томиним надама, ниједна експедиција није кренула у Грчку. Када је војска била спремна да исплови 1464. године, папа Пије II је отпутовао у Анкону да се придружи крсташком рату, али је тамо умро 15. августа. Без вођства папе Пија II, крсташки рат се скоро одмах распао, а сви бродови су се враћали кући један по један.
Након смрти своје жене у августу 1462. године, деспот Тома је позвао своју децу (која су још остала на Крфу) у Рим, али су она стигла у град тек након што је деспот Тома умро 12. маја 1465. године. Иако је деспота Тому у великој мери заобишла и заборавила римска елита након смрти папе Пија II 1464. године, он је часно сахрањен у базилици Светог Петра, где ће његов гроб преживети уништење и уклањање гробница царева из династије Палеолога у Цариграду током првих година османске владавине. Савремени напори да се његов гроб лоцира унутар Базилике светог апостола Петра до сада су се показали неуспешним.

## Деца и потомство
Опште је прихваћено да је деспот Тома имао четворо деце са деспином Катарином Захаријом, број који је навео Георгије Сфранцес. Ово четворо деце су били:
- Јелена Палеолог (1431 – 7. новембар 1473), старија од две ћерке овог пара, Јелена је била удата за деспота Лазара Бранковића, сина деспота Ђурађа Бранковића, владара српског. У време пада деспотовине Мореје, деспина Јелена се већ одавно преселила у Смедерево са својим мужем (који је 1456. године постао деспот Србије). Деспот Лазар је умро 1458. године, и деспина Јелена је остала у Србији да брине о три ћерке. Султан Мехмед II Освајач је 1459. године, упао у Србију и окончао деспотовину Србију, али је деспини Јелени било дозвољено да напусти земљу. Након што је неко време провела у Републици светог Влаха, преселила се на Крф и тамо живела са својом мајком и браћом и сестрама. Након тога, деспина Јелена се замонашила и живела на острву Лефкади, где је умрла новембра 1473. године. Иако је деспина Јелена имала много потомака преко своје три ћерке краљице Јелене, деспине Милице и деспине Ирине Бранковић, ниједна од њих није носила име Палеолог.[41]
- Форензичка реконструкција цара Ивана IV Грозног, првог крунисаног цара Русије од 1547. до 1584. године. Деспот Тома Палеолог је био Иванов прадеда преко његове ћерке велике кнегиње Зоје (Софије) Палеологине. Крвне везе са Византијским царством омогућиле су Русији да ојача своју тврдњу да је „трећи Рим“.Зоја Палеолог (око 1449 – 7. априла 1503), млађа кћи деспота Томе Палеолога и деспине Катарине Захарија, Зоју је папа Сиксто IV 1472. године, удао за Ивана III Рјуриковича, великог кнеза Москве, у нади да ће Русе превести у римокатолицизам. Руси се нису преобратили, с тим што се венчање одржало по православној традицији. Деспину Зоју су у Русији звали „Софија“ и њен брак са великим кнезом Иваном III је ојачао претензију Москве да буде „трећи Рим“, идеолошки и духовни наследник Византијског царства. Велика кнегиња Зоја Палеолог и велики кнезИван III имали су неколико деце, која су такође имала бројне потомке и иако ниједно није носило име Палеолога, многа од њих су користила иконографију двоглавог орла Византије. Цар Иван IV Грозни, први крунисани руски цар, био је Софијин унук.[41]
- Андреј Палеолог (17. јануар 1453 – јун 1502), старији од два сина деспота Томе и деспине Катарине и укупно треће дете, Андреј је већину свог живота живео у Риму, преживљавајући од постепено опадајуће папске новчане помоћи. Након Томине смрти, папство и други у Италији, Андреја су признали као законитог наследника деспотовине Мореје, а он ће касније тражити и титулу  Imperator Constantinopolitanus („Цар Константинопоља“), надајући се да ће једног дана обновити пало Византијско царство. Покушао је да организује експедицију за обнову царства 1481. године, али су његови планови пропали и касније је уступио права на царску титулу француском краљу Шарлу VIII, надајући се да ће га искористити као шампиона против Турака. Андреј је умро сиромашан у Риму, не зна се да ли је имао деце или не. Његов тестамент је прецизирао да ће његове титуле бити додељене Католичким монарсима у Шпанији (иако их никада нису користили).[47][48]
- Манојло Палеолог (2. јануар 1455 – пре 1512), најмлађи од четворо деце, Манојло је живео у Риму и живео од папског новца, као и његов брат. Како се новчана помоћ смањивала, а Манојло (као други по реду) није имао ниједну титулу за продају, он је уместо тога путовао Европом у потрази за неким ко би га унајмио у војном својству. Пошто није успео да нађе задовољавајуће понуде, Манојло је изненадио све остале умешане отпутовавши у Цариград 1476. године и бацивши се на милост и немилост султана Мехмеда II Освајача, који га је љубазно примио. Оженио се непознатом женом и до краја живота остао у Цариграду. Манојло је имао два сина, од којих је један умро млад, а други који је прешао на ислам и његова је судбина неизвесна.[41][46]

Сфранцес можда није био добро упознат са Томином породицом. Он наводи године старости Томине жене у тренутку њене смрти као 70, што значи да би родила Манојла са мало вероватних 65 година. Познато је да је деспот Тома имао најмање једно дете које Сфранцес не помиње; кћерка (чије име је непознато) умрла у детињству, забележено у погребној беседи. Каснији извори, осим дела Сфранцеса, знатно се разликују по броју деце која се приписују деспоту Томи. Док неки, као што је Шарл ду Френ (1680. године), дају исто четворо деце које спомиње Сфранцес, други, као Антонио Албици (1627. године), дају само двоје деце (синове Андреја и Манојла). Лав Алатије (1648. године), даје три сина (Јована, Андреја и Манојла). То значи да је чак и релативно кратко време након Томине смрти, број деце коју је имао био нејасан.
Генеалог Петер Маллат је 1985. године, закључио да је ова неизвесност, као и чињеница да је Томино најстарије познато дете, деспина Јелена, рођена скоро двадесет година пре његовог другог најстаријег познатог детета, велике кнегиње Зое, што значи да је могуће да је деспот Тома имао више деце од општеприхваћено четворо. Неки каснији италијански родослови који датирају из XVII века и надаље дају деспоту Томи још два сина; син копиле по имену Роџерио и четврти законити син, такође по имену Тома. Постојање Роџериа и Томе Млађег у великој мери се одбацује као фантазија у модерним наукама. Постоје неки оскудни докази о постојању другог Томе Палеолога у XV веку јер је забележено да се „Тома Палеолог, деспот Мореје“ оженио сестром краљице Изабеле од Клермона 1444. године, (нешто што деспот Тома није могао да уради пошто је у то време био ожењен и владао у Мореји). Роџеријево постојање засновано је на неколицини неовлашћених докумената и усменој традицији његових наводних потомака, "Палеолога Мастрођованија". Иако сами појединачни документи имају мало сумњивог садржаја, они су контрадикторни када се посматрају у целини и не потврђују нужно да деспот Тома има сина по имену Рођерио. Сфранцес је о рођењу Андреја Палеолога 17. јануара 1453. године, написао да је дечак био „настављач и наследник“ лозе Палеолога, фраза која нема много смисла да Андреј није Томин прворођени син (да су постојали, и Рогерио и Тома Млађи били би старији од Андреја).
Крајем XVI века, породица са презименом Палеолог, која је живела у Пезару у Италији, тврдила је да потиче од деспота Томе преко наводног трећег сина по имену Јован. Ова породица је касније углавном живела у Корнволу и имала је чланове као што су Теодор Палеолог, који је радио као војник и плаћени убица, и Фердинанд Палеолог, који се пензионисао на Барбадосу крајем XVII века. Постојање Томиног сина по имену Јован не може се са сигурношћу доказати, јер се син под тим именом не помиње у савременим записима. Могуће је да је Јован био стварна историјска личност, вероватно ванбрачни син деспота Томе, или можда његов унук преко неког од његових познатих синова, Андреја или Манојла. Јованово постојање може бити потврђено помињањем сина под овим именом од стране Алација 1648. године, (иако је ово прекасно да би деловало као независни извор) и савременим документима у Пезару који говоре о Леонеу Палеологу (имена Леоне и Јован су слична својим латинским облицима: Leonis  и Ioannes) како тамо живе.